# Geraldo Majella Agnelo
Geraldo Majella Agnelo (Juiz de Fora, 19 oktober 1933 – Londrina, 26 augustus 2023) was een Braziliaans geestelijke en een kardinaal van de Rooms-Katholieke Kerk.
Agnelo studeerde filosofie en theologie aan de universiteit van São Paulo, waar hij in 1957 afstudeerde. Hij werd op 29 juni 1957 priester gewijd. In 1969 behaalde hij een doctoraat in de theologie aan het pauselijk atheneum van San Anselmo in Rome. Hij was rector van het filosofisch seminarie in Aparecida. Hij doceerde daarnaast op verschillende seminaries in Brazilië.
Op 14 mei 1978 werd Agnelo benoemd tot bisschop van Toledo; zijn bisschopswijding vond plaats op 6 augustus 1978. Op 4 oktober 1982 werd hij benoemd tot aartsbisschop van Londrina.
Op 16 september 1992 trad Agnelo in dienst van de Romeinse Curie. Hij was van 1991 tot 1999 secretaris van de congregatie voor de Goddelijke Eredienst en de Regeling van de Sacramenten. Op 13 januari 1999 werd hij benoemd tot aartsbisschop van São Salvador da Bahia, waardoor hij tevens primaat van Brazilië werd. Van 1999 tot 2003 was hij tevens vicevoorzitter van de Latijns-Amerikaanse bisschoppenconferentie (CELAM).
Agnelo werd tijdens het consistorie van 21 februari 2001 kardinaal gecreëerd. Hij kreeg de rang van kardinaal-priester. Zijn titelkerk werd de San Gregorio Magno alla Magliana Nuova. 
Agnelo was van 2003 tot 2007 tevens voorzitter van de bisschoppenconferentie van Brazilië. Hij heeft zich regelmatig doen gelden als tegenstander van de Braziliaanse president Lula.
Agnelo ging op 12 januari 2011 met emeritaat. Hij overleed in 2023 op 89-jarige leeftijd.
- Gemeinsame Normdatei: 1117120848
- International Standard Name Identifier: 0000 0001 0923 3941
- Virtual International Authority File: 89728841
- WorldCat: E39PBJqBmFjVPf6twYD6H8Qg8C